# Itinéraire principal 2 (Portugal)
L'IP2 est une voie rapide portugaise divisée en 3 parties:
- La première partie, d'une longueur de 99 km, relie l'  à proximité de Macedo de Cavaleiros à l' à proximité de Celorico da Beira et fut conclue en 2011 (excepté un tronçon de 17 km entre Junqueira et Pocinho, en projet).
- La deuxième partie, actuellement en projet et d'une longueur de 103 km, reliera l'  à proximité de Envendos à l' à proximité de Estremoz.
- La troisième partie est actuellement en construction ou en cours de requalification et reliera l'  à proximité de Évora à l' à proximité de Castro Verde. La conclusion des travaux est prévue pour 2014 et sa longueur sera de 136 km.

## État des tronçons

### Macedo de Cavaleiros - Celorico da Beira
| Tronçon                                 | État (2012)                                       | km   |
| --------------------------------------- | ------------------------------------------------- | ---- |
| Macedo de Cavaleiros () – Vale Benfeito | En service (05/2010)                              | 11,7 |
| Vale Benfeito – Bornes                  | En service (07/2011) (Concession: Douro Interior) | 2,5  |
| Bornes - Junqueira                      | En service (12/2011) (Concession: Douro Interior) | 26,0 |
| Junqueira – Pocinho                     | En projet                                         | 17   |
| Pocinho – Longroiva                     | En service (09/2011) (Concession: Douro Interior) | 18,3 |
| Longroiva - Trancoso                    | En service (07/2011) (Concession: Douro Interior) | 26,7 |
| Trancoso – Celorico da Beira ()         | Em service (12/2010) (Concession: Douro Interior) | 14,3 |

### Envendos - Estremoz
| Tronçon                  | État (2012)                                                                                 | km  |
| ------------------------ | ------------------------------------------------------------------------------------------- | --- |
| Envendos () – Portalegre | Adjudication du projet repoussée pour cause de crise économique (Concession: Alto Alentejo) | 47  |
| Portalegre – Estremoz    | Adjudication du projet repoussée pour cause de crise économique (Concession: Alto Alentejo) | 56  |
| Estremoz –               | En service (1998)                                                                           | 2,6 |

### Évora - Castro Verde
| Tronçon                | État (2012) | km   |
| ---------------------- | --- | ---- |
| Évora () - São Manços  | En travaux (Concession: Baixo Alentejo) Mise en service: indéterminée                                              | 23,2 |
| São Manços – Beja      | En travaux (en cours de mise aux normes de voie rapide) (Concession: Baixo Alentejo) Mise en service: indéterminée | 60,3 |
| Beja – Castro Verde () | En service |      |

## Capacité

### Macedo de Cavaleiros - Celorico da Beira
| Section                                             | Capacité | Longueur |
| --------------------------------------------------- | -------- | -------- |
| Macedo de Cavaleiros () - Macedo de Cavaleiros-Nord |          | 2 km     |
| Macedo de Cavaleiros-Nord - Junqueira               |          | 38 km    |
| Pocinho - Trancoso                                  |          | 45 km    |
| Trancoso - Celorico da Beira ()                     |          | 14 km    |

### Envendos - Estremoz
| Section                              | Capacité | Longueur |
| ------------------------------------ | -------- | -------- |
| Envendos () – Portalegre (En projet) |          | 47 km    |
| Portalegre – Estremoz (En projet)    |          | 56 km    |
| Estremoz -                           |          | 2 km     |

### Évora - Castro Verde
| Section                      | Capacité | Longueur |
| ---------------------------- | -------- | -------- |
| Évora () - São Manços        |          | 23 km    |
| São Manços – Castro Verde () |          | 111 km   |

## Itinéraire

### Macedo de Cavaleiros - Celorico da Beira
| Sorties | Villes                                  |
| ------- | --------------------------------------- |
|         | Mirandela - Vila Real Bragance          |
| 01      | Macedo de Cavaleiros-Nord               |
| 02      | Macedo de Cavaleiros-Sud                |
| 03      | Vale Befeito-Sud                        |
| 04      | Bornes                                  |
| 05      | Freixada Trindade                       |
| 06      | Trindade - Valbom                       |
| 07      | Lodões Vila Flor - Vila Real IC 5       |
| 08      | Alfândega da Fé - Miranda do Douro IC 5 |
| 09      | Junqueira                               |
| 10      | Torre de Moncorvo N 220                 |
|         | Pocinho                                 |
| 12      | Vila Nova de Foz Côa                    |
| 13      | Longroiva                               |
| 14      | Marialva                                |
| 15      | Rabaçal                                 |
| 16      | Trancoso                                |
| 17      | Vila Franca das Naves                   |
| 18      | Celorico da Beira                       |
|         | Viseu Guarda                            |

### Évora - Castro Verde
| Sorties                 | Villes                                                               |
| ----------------------- | -------------------------------------------------------------------- |
|                         | Estremoz - Elvas Setúbal - Lisbonne                                  |
| Péage de Vale Figueiras |                                                                      |
| Sortie                  | Evora-Nord N 18                                                      |
| Sortie                  | Evora-Est N 254                                                      |
| Sortie                  | Evora-Sud N 18                                                       |
| Sortie                  | Reguengos de Monsaraz N 256                                          |
| Sortie                  | São Manços                                                           |
| Sortie                  | Monte do Trigo                                                       |
| Sortie                  | Portel-Nord                                                          |
| Sortie                  | Portel-Sud                                                           |
| Sortie                  | Santana (Portel)                                                     |
| Sortie                  | Vidigueira-Nord                                                      |
| Sortie                  | Vidigueira-Sud                                                       |
| Sortie                  | Vila de Frades                                                       |
| Sortie                  | São Matias                                                           |
| Sortie                  | Apariça                                                              |
|                         | Beja-Nord - Baleizão IP 8 Aéroport de Beja - Ferreira do Alentejo () |
|                         | Beja-Sud                                                             |
| Sortie                  | Santa Clara de Louredo Penedo Gordo                                  |
| Sortie                  | Champ de tir                                                         |
| Sortie                  | Mértola N 122 - Alcoutim ( IC 27 )                                   |
| Sortie                  | Trindade                                                             |
| Sortie                  | Albernoa                                                             |
| Sortie                  | Accès Local                                                          |
| Sortie                  | Entradas Carregueiro                                                 |
| Sortie                  | Castro Verde-Nord                                                    |
| Sortie                  | Castro Verde-Sud                                                     |
| Sortie                  | Piçarras                                                             |
|                         | Algarve Grândola - Lisbonne                                          |
| Sortie                  | Ourique                                                              |